# Dianne Norman
Dianne Doris Norman (Sault Sainte Marie, 5 febbraio 1971) è un'ex cestista canadese.

## Carriera
Con il Canada ha disputato due edizioni dei Giochi olimpici (Barcellona 1996, Sydney 2000), cinque dei Campionati americani (1995, 1997, 1999, 2001, 2003) e tre dei Giochi panamericani (L'Avana 1991, Winnipeg 1999, Santo Domingo 2003).